# Dark Colony
Dark Colony é um jogo eletrônico de estratégia em tempo real de ficção científica militar produzido pela Alternative Reality Technologies e publicado pela Strategic Simulations, Inc. Foi lançado para as plataformas Microsoft Windows e Mac OS em agosto de 1997.  O jogo se passa em um universo alternativo em que humanos e alienígenas lutam pelo controle do planeta Marte. Seu sistema de jogo é semelhante ao de Warcraft II, do qual difere, enfatizando o combate ao invés do gerenciamento e desenvolvimento de recursos e introduzindo um ciclo dia/noite que influencia o campo de visão das unidades.

## Sinopse

### Cenário
Dark Colony ocorre em um universo de ficção científica, no ano de 2137, em que humanos e alienígenas, autodenominados Taar, lutam pelo controle do planeta Marte.
Terraformado durante muitos anos, o plante Marte começa a receber seus primeiros colonos humanos mandados por mega corporações (Pan Luma, Aerogen e Stratus) em 2137. Apesar da colonização aparentar estar indo bem, começaram a aparecer avarias e incidentes inexplicáveis, sugerindo uma presença extraterrestre no planeta. Os humanos acabam por encontrar os Taar, e inicia-se uma grande batalha pelo controle do planeta vermelho.

### História
Em 2002, os humanos descobriram uma "fonte universal de energia" em Marte na forma de um gás chamado "Petra-7". A atmosfera do planeta Marte não permite que o gás seja extraído diretamente, ele é então terraformado por vários anos pelos seres humanos, a fim de torná-lo habitável. Após essa terraformação, os primeiros colonos humanos mandados por grandes corporações chegaram no planeta em 2137 para iniciar as extrações de Petra-7. Tudo parece estar indo bem até o aparecimento de avarias e incidentes inexplicáveis, sugerindo uma presença extraterrestre no planeta. Os Taar são uma raça de um planeta distante chamado Zeta Recticulum. Para fugir de sua estrela original, superlotada e poluída, eles procuram por vários séculos um planeta capaz de recebê-los. Ao enviar exploradores para a Terra, eles estariam na origem do incidente de Roswelle e realizaram várias abduções para melhor entender os seres humanos. Embora Marte possa se adequar a eles, eles não podem viver sem se livrar dos humanos já presentes. Assim, tem-se início uma violenta guerra pelo domínio do planeta.

## O jogo
O jogo apresenta diversos cenários e baixa interação com eles, onde animais e vegetais não tem nenhum papel fundamental no jogo. Uma das grandes inovações foi a estratégia baseada nos ciclos dia/noite, já que as unidades humanas tem maior campo de visão de dia e as ETs, de noite.
O único recurso natural exigido para construção de unidades e edificações é o Petra-7. Encontrado em buracos no chão. Quando vazios estão inativos, quando exalam gases estão ativos, com longos ciclos de atividade. As minas de Petra têm diferentes taxas de extração e quantidades totais de recurso.
Existem 5 tipos de edificação que são construídas logo após aquisição. Estas edificações permitem construção de novas unidades e avanços tecnológicos e são construídas automaticamente ao redor da base, cada uma em um local pré-determinado, eliminando a possibilidade do jogador posicioná-las estrategicamente. Todas unidades são sempre produzidas no mesmo local. Cada jogador tem apenas uma base e não é possível mudar de base durante o jogo.
Os avanços em tecnologia existem em dois níveis cada e consistem em:
- Armadura/Defesa, aumenta a quantidade de dano que cada unidade pode resistir.
- Armamento/Ataque, aumenta o dano das armas de cada unidade.

É necessário fazer a aplicação de tecnologia separadamente para cada unidade. Apenas unidades disponíveis no momento vão aparecer. O preço das tecnologias varia conforme o nível, 1 ou 2, e não conforme unidade.
Existem unidades terrestres e unidades aéreas. Ambos os times têm mesmo número de unidades e com habilidades equivalentes.